# چتر (ترانه)
«چتر» (به انگلیسی: Umbrella) ترانه‌ای از ریانا، خواننده باربادوسی است که با همراهی جی-زی، رپر آمریکایی آن را اجرا کرده‌است. «چتر» ترانه‌ای است که موفقیت آن باعث شد ریانا به یک ستارهٔ موسیقی پاپ تبدیل شود و یکی از شناسه‌های موسیقایی او به‌شمار می‌آید.
این قطعه در ۲۹ مارس ۲۰۰۷ و در قالب تک‌آهنگ اصلی آلبوم دختر خوب بد شد منتشر شد. تک‌آهنگ «چتر» در زمان انتشارش در بسیاری از کشورها از جمله ایرلند، نروژ، استرالیا، آلمان، اتریش، فنلاند، بلژیک (فلاندرز)، سوئیس و نیوزلند شمارهٔ ۱ چارت‌های موسیقی بود و در ایتالیا، بلژیک (والونیا)، فرانسه، دانمارک و فنلاند جزو ده ترانهٔ اول بود. «چتر» در ایالات متحده آمریکا ۳۳ هفته جزو پرفروش‌ترین ترانه‌های روز بود. این اثر در ۹ ژوئن ۲۰۰۷ به جایگاه نخست جدول ۱۰۰ آهنگ داغ بیلبورد رسید و ۷ هفتهٔ متوالی شمارهٔ ۱ آن جدول بود. در بریتانیا هم، «چتر» دومین ترانهٔ پرفروش سال ۲۰۰۷ بود. این قطعه ۷۱ هفته در جدول پرفروش‌ترین تک‌آهنگ‌های بریتانیا حضور داشت و برای ۱۰ هفته صدرنشین آن جدول بود. این اولین شمارهٔ ۱ ریانا در بریتانیا بود.
«چتر» در پنجاهمین مراسم جوایز گرَمی در سال ۲۰۰۸ برندهٔ گرَمی «بهترین همکاری خواننده/رپر» شد و اولین جایزهٔ گرمی ریانا را برایش به ارمغان آورد. این قطعه در آن سال، نامزد دریافت جایزهٔ «بهترین ضبط سال» هم بود که در نهایت به «بازپروری» اثر ایمی واینهاوس رسید.
انترتینمنت ویکلی در گزینش ۱۰ ترانهٔ برتر سال ۲۰۰۷، «چتر» را در جایگاه نخست قرار داده‌است. این در حالی‌ست که رولینگ استون و تایم در فهرست ۱۰۰ ترانهٔ برتر آن سال، جایگاه سوم را به این قطعه اختصاص داده‌اند. «چتر» یکی از قطعه‌های فهرست ۵۰۰ ترانهٔ برتر تمام زمان‌ها به انتخاب رولینگ استون هم هست و جایگاه چهارصد و دوازدهم آن فهرست را در اختیار دارد.

## ویدئو
موزیک ویدئوی «چتر» را کریس اَپل‌بام کارگردانی کرده‌است. ویدئو با رپ‌خوانی جِی‌زی آغاز می‌شود و در سکانس‌های بعدی ریانا با لباس‌های مختلف و در موقعیت‌های گوناگون ترانه را اجرا می‌کند. در سکانس‌های آغازین او با یک لباس چرمی و در یک فضای بخارآلود دیده‌می‌شود. سپس او را در یک لباس سفید و در حالی می‌بینیم که سعی می‌کند با حرکت دادن سر و بدنش از برخورد با حجم زیادی از آب که از هر طرف به‌سویش پاشیده می‌شود جلوگیری کند. در صحنهٔ بعدی ریانا در حالی که یک چتر در دست دارد با فیگوری شبیه رقصندگان باله روی نوک انگشتان پاهایش قدم برمی‌دارد. در میانهٔ ویدئو تصاویر سیاه و سفید از ریانا دیده می‌شود در حالی که کاملاً برهنه است و سرتاپایش با رنگ نقره‌ای پوشانده شده‌است. ویدئو در حالی پایان می‌یابد که ریانا و چند رقصندهٔ مرد، چتر به‌دست می‌رقصند.
به گفتهٔ اَپل‌بام برای فیلم‌برداری سکانسی که ریانا در آن‌ها نقره‌اندود دیده می‌شود، گریمور مجبور بوده برای اطمینان از پوشش کامل رنگ نقره‌ای، هر دقیقه آن را تجدید کند. او در مصاحبه‌ای با ام‌تی‌وی گفته‌است «در آن لحظه‌ها واقعاً احساس می‌کردم داریم از چیزی یگانه تصویربرداری می‌کنیم». اَپل‌بام به‌یاد می‌آورد در زمان فیلم‌برداری آن سکانس، خانمی که دستیارش بوده تحت تأثیر زیبایی آن صحنه اشک می‌ریخته و به او گفته بود: «این واقعاً زیباست. باور نمی‌کنم که چنین چیزی را می‌بینم. این خارق‌العاده‌ترین چیزی است که تا به حال دیده‌ام».
موزیک ویدئوی «چتر» در مراسم سال ۲۰۰۷ جوایز ام‌تی‌وی جایزهٔ «بهترین ویدئوی سال» را دریافت کرد.

## موقعیت در جدول‌های فروش

### جدول‌های هفتگی
| چارت (۲۰۰۲)                         | بالاترین جایگاه | تعداد هفته‌های حضور در بالاترین جایگاه |
| ----------------------------------- | --------------- | ------------------------------------- |
| جدول‌های ای‌آرآی‌ای استرالیا           | ۱               | ۶                                     |
| اتریش                               | ۱               | ۴                                     |
| فلاندرز بلژیک                       | ۱               | ۳                                     |
| والونیای بلژیک                      | ۳               | ۱                                     |
| ۱۰۰ آهنگ داغ کانادا                 | ۱               | نامشخص                                |
| ترک‌لیستن دانمارک                    | ۸               | ۱                                     |
| جدول‌های رسمی فنلاند                 | ۲               | ۱                                     |
| فرانسه                              | ۶               | ۳                                     |
| جدول ۱۰۰ تک‌آهنگ برتر آلمان          | ۱               | ۵                                     |
| آی‌اف‌پی‌آی یونان                      | ۶               | نامشخص                                |
| ۴۰ تک‌آهنگ برتر مجارستان             | ۱               | نامشخص                                |
| ایرلند                              | ۱               | نامشخص                                |
| فدراسیون صنعت موسیقی ایتالیا        | ۳               | ۶                                     |
| ۴۰ آهنگ برتر هلند                   | ۲               | ۶                                     |
| ۱۰۰ آهنگ برتر هلند                  | ۲               | ۲                                     |
| انجمن صنعت ضبط نیوزیلند             | ۱               | ۶                                     |
| نروژ                                | ۱               | ۷                                     |
| جدول تک‌آهنگ‌های لهستان               | ۱               | نامشخص                                |
| پرتغال                              | ۳               | نامشخص                                |
| اسلواکی                             | ۱               | نامشخص                                |
| اسکاتلند                            | ۱               | ۲                                     |
| جمهوری چک                           | ۲               | نامشخص                                |
| تاپ‌هیت روسیه                        | ۲               | نامشخص                                |
| سوئد                                | ۲               | ۲                                     |
| سوئیس                               | ۱               | ۹                                     |
| بریتانیا                            | ۱               | ۱۰                                    |
| ۱۰۰ آهنگ داغ بیلبورد                | ۱               | ۷                                     |
| ترانه‌های دنس کلاب بیلبورد           | ۱               | نامشخص                                |
| آهنگ‌های داغ آراندبی/هیپ-هاپ بیلبورد | ۴               | نامشخص                                |

### جدول‌های همهٔ زمان‌ها
| چارت ۶۰ ساله (۱۹۵۸–۲۰۱۸) | بالاترین جایگاه |
| ------------------------ | --------------- |
| ۱۰۰ آهنگ داغ بیلبورد     | ۴۰۲             |